# پاول بریولف

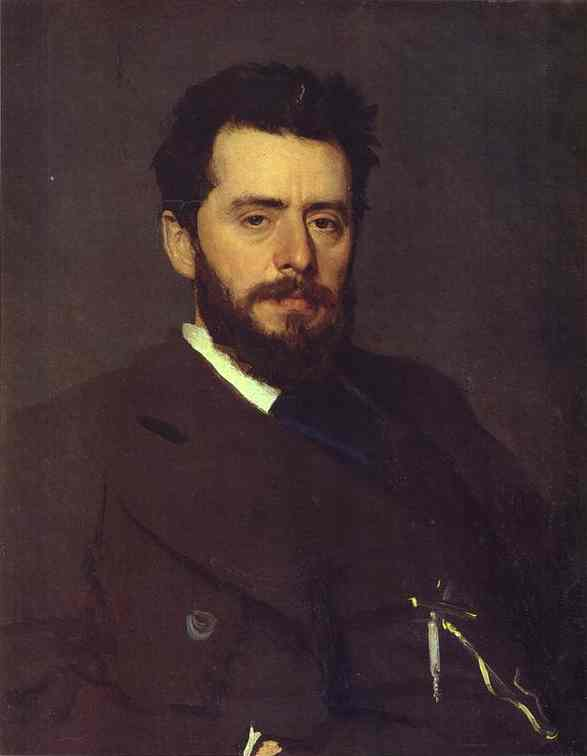
پرترهٔ پاول بریولف اثر ایوان کرامسکوی

پاول الکساندرویچ بریولف (به روسی: Павел Александрович Брюллов) (زادهٔ ۲۹ اوت ۱۸۴۰- مرگ ۱۶ دسامبر ۱۹۱۴) نقاش و استاد معماری اهل روسیه بود. وی در سن پترزبورگ به دنیا آمد و همانجا هم درگذشت. 
پدرش الکساندر بریولف استاد معماری آکادمی هنرهای همایونی بود و عمویش کارل بریولف نقاشی نامدار. بریولف در دانشگاه دولتی سن پترزبورگ فیزیک و ریاضی خواند. در همان زمان از محضر کنستانتین تون، آندری اشتاکنشنایدر، دیوید گریم و پدرش معماری آموخت. در آینده به ایتالیا، فرانسه و بریتانیا سفر کرد. در پاریس در اکول ده بوزار نزد لئون بونا آموزش دید. در ۱۸۷۰ میلادی نقاشی‌اش به نام پس از کار (به روسی: После работы) برایش نشانی از آکادمی همایونی به ارمغان آورد. بریولف از ۱۸۹۷ تا ۱۹۱۲ کتابدار بخش هنر موزه روسیه بود.

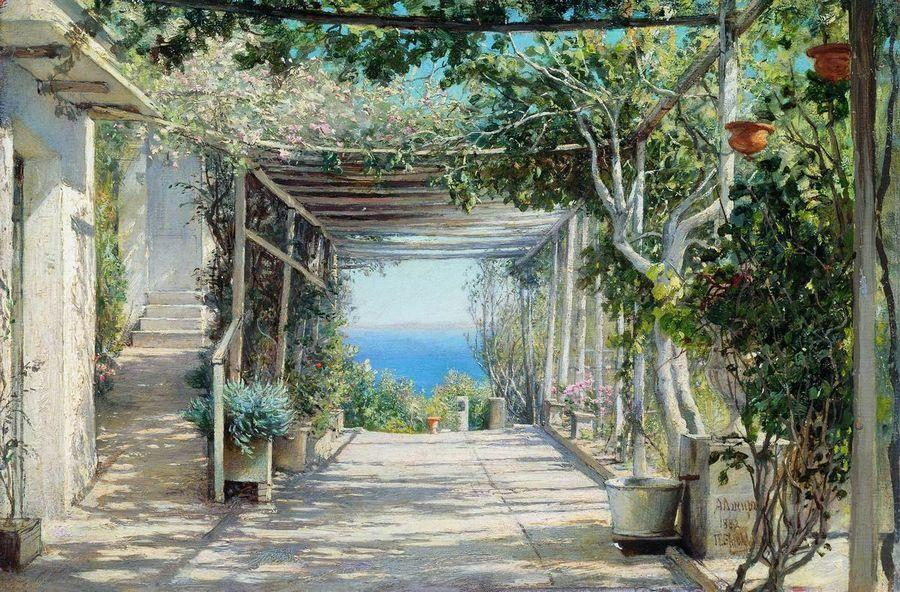
ورانده، الجزیره، اثر بریولف